# ترویئن
ترویئن (به فرانسوی: Trévien) یک کامین در فرانسه است که در Canton of Monestiés واقع شده‌است.

## خصوصیات
ترویئن ۱۶٫۲۶ کیلومترمربع مساحت و ۱۹۰ نفر جمعیت دارد و ۳۱۰ متر بالاتر از سطح دریا واقع شده‌است.